# سوتونجر (قمر)
سوتونجر (Suttungr) أو زحل الثالث والعشرين، هو قمر لكوكب زحل. الذي اكتشف فيه بريت جلادمان وآخرون في عام 2000 . التعيين مؤقت له S/2000 S 12..
يبلغ قطره حوالي 5.6 كم، ويدور حول زحل على مسافة متوسطة 19.667 ميغامتر في 1029.703 يوم، على ميل من 174 ° لمسير الشمس (151 ° لزحل خط الاستواء) ، في حركة رجعية و الشذوذ المداري له 0.131.
تشكل من حطام فوبي في مرحلة معينة في الماضي.
اشتق اسمه في آب / أغسطس 2003 من الميثولوجيا الإسكندنافية ، حيث سوتونج Suttung هو جوتن .
اسم Suttung كما أعلن الاتحاد الفلكي الدولي في التعميم 8177. ومع ذلك، فإن الاتحاد الفلكي الدولي والفريق العامل المعني الكوكبي نظام التسميات في وقت لاحق قررت أن يضيف حرف الراء ل Suttung.